# Lupinus carlos-ochoae
Lupinus carlos-ochoae là một loài thực vật có hoa trong họ Đậu. Loài này được C.P.Sm. mô tả khoa học đầu tiên.